# Ångermanälven
Der Ångermanälven ist ein Fluss im nördlichen Schweden. Er ist 490 km lang und der wasserreichste Fluss Schwedens.
Den Hauptquellfluss des Ångermanälven bildet der Ransarån. Dieser entspringt im Børgefjell-Nationalpark jenseits der norwegischen Grenze und durchfließt die Seen Ranseren und Ransarn, bevor er in den Kultsjön mündet. Der Ångermanälven bildet den Abfluss des Kultsjön. Er durchströmt dann in südöstlicher Richtung, durch zahlreiche Nebenflüsse verstärkt, Västerbotten, das nördliche Jämtland und Ångermanland, wobei er mehrere Seen bildet, darunter Kultsjön, Malgomaj und Volgsjön. Beim Hafen Nyland erweitert sich der Fluss zu einem 37 km langen Meerbusen. Der Ångermanälven mündet nördlich von Härnösand in den Bottnischen Meerbusen, eine Bucht der Ostsee. Vor der Teilung in die breiten Mündungsarme um die Inseln Åbordsön und Hemsön wird der Ångermanälven von der 1.867 m langen Högakustenbrücke überspannt. Sie ist Teil der Europastraße 4. Wichtige Nebenflüsse sind Vojmån, Fjällsjöälven und Faxälven.

## Kraftwerke
Flussabwärts gesehen wird der Ångermanälven durch die folgenden 15 Kraftwerke aufgestaut:
| Kraftwerk     | Betreiber                               | Installierte Leistung (MW) | Eröffnung/Umbau |
| ------------- | --------------------------------------- | -------------------------- | --------------- |
| Stalon        | Vattenfall                              | 130,2                      | 1961            |
| Malgomaj      | Statkraft                               | 10                         | 1983            |
| Volgsjöfors   | Statkraft                               | 20                         | 1981            |
| Stenkullafors | Vattenfall                              | 58                         | 1983            |
| Åsele         | Vattenfall                              | 27                         | 1981            |
| Hällby        | E.ON                                    | 84                         | 1970/1992       |
| Gulsele       | E.ON                                    | 66,2                       | 1954/2008       |
| Degerforsen   | E.ON                                    | 63                         | 1966            |
| Edensforsen   | E.ON                                    | 71,35                      | 1956            |
| Långbjörn     | Vattenfall                              | 96,9                       | 1960/1992       |
| Lasele        | Vattenfall                              | 149,6                      | 1957            |
| Nämforsen     | Vattenfall                              | 114,6                      | 1946/1973       |
| Moforsen      | E.ON                                    | 135                        | 1968            |
| Forsmo        | Vattenfall/Statkraft                    | 160                        | 1948/1957       |
| Sollefteå     | Gemeinde Sollefteå (Sollefteåforsen AB) | 62                         | 1966            |

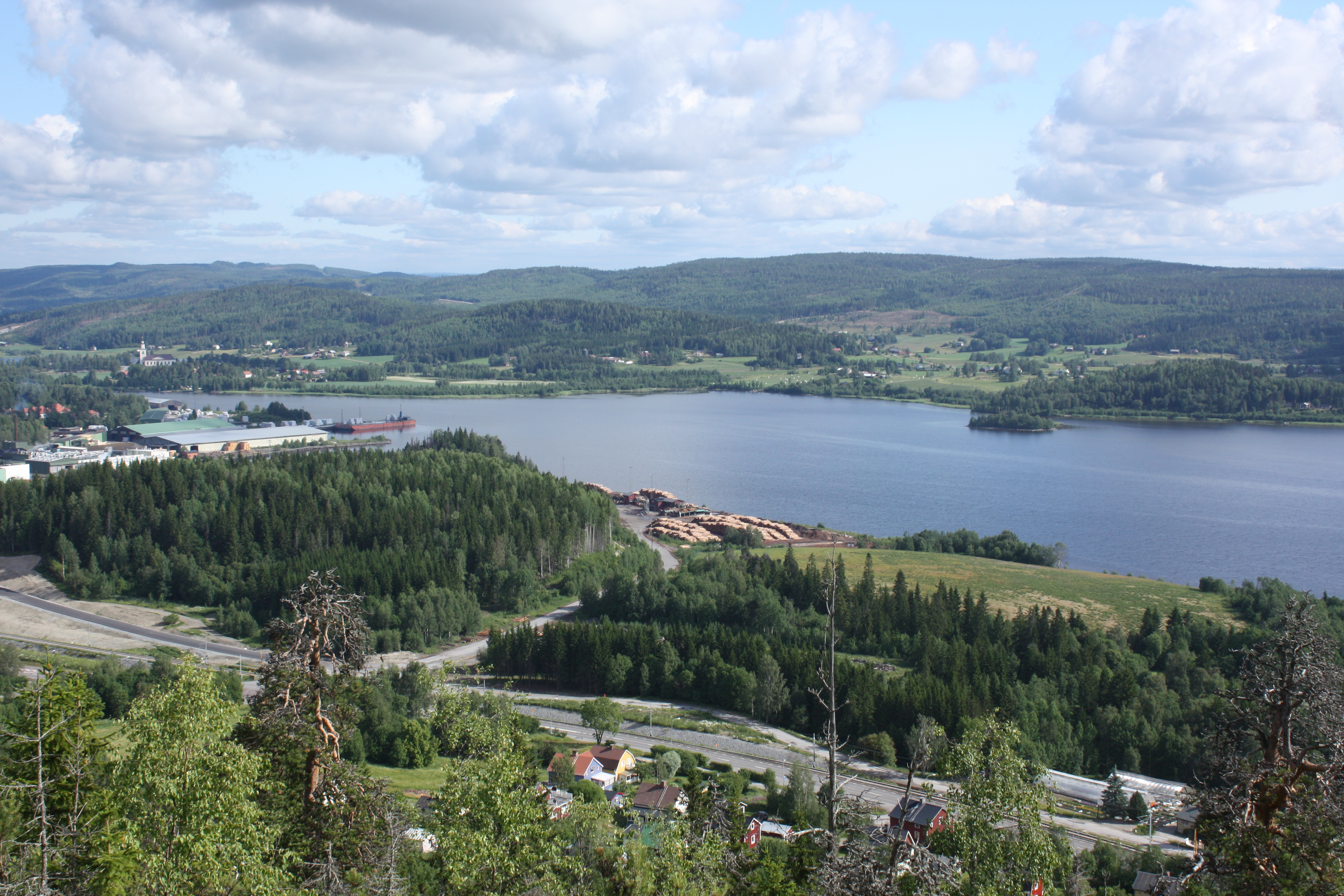
Bollstafjärden
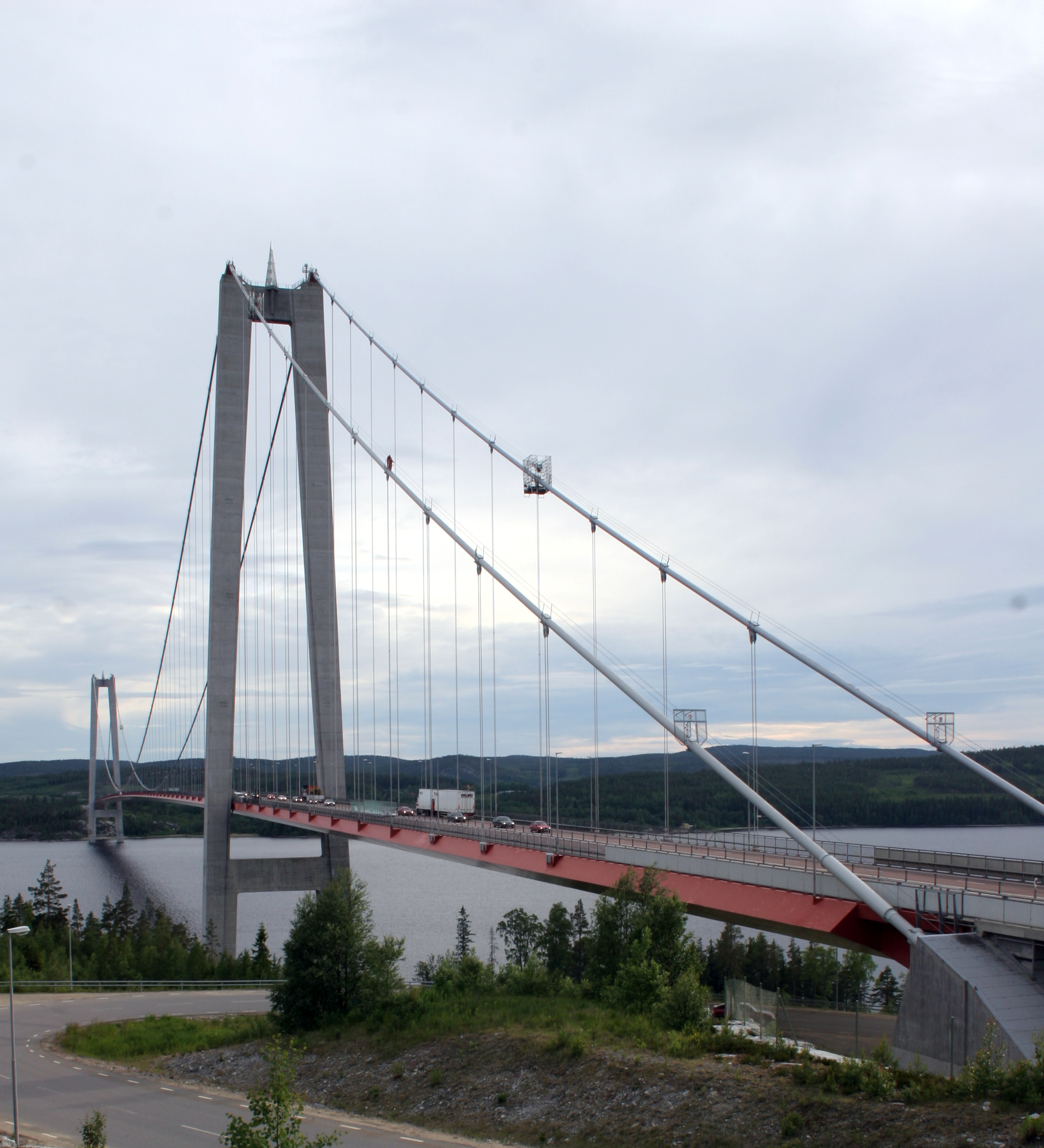
Högakustenbrücke
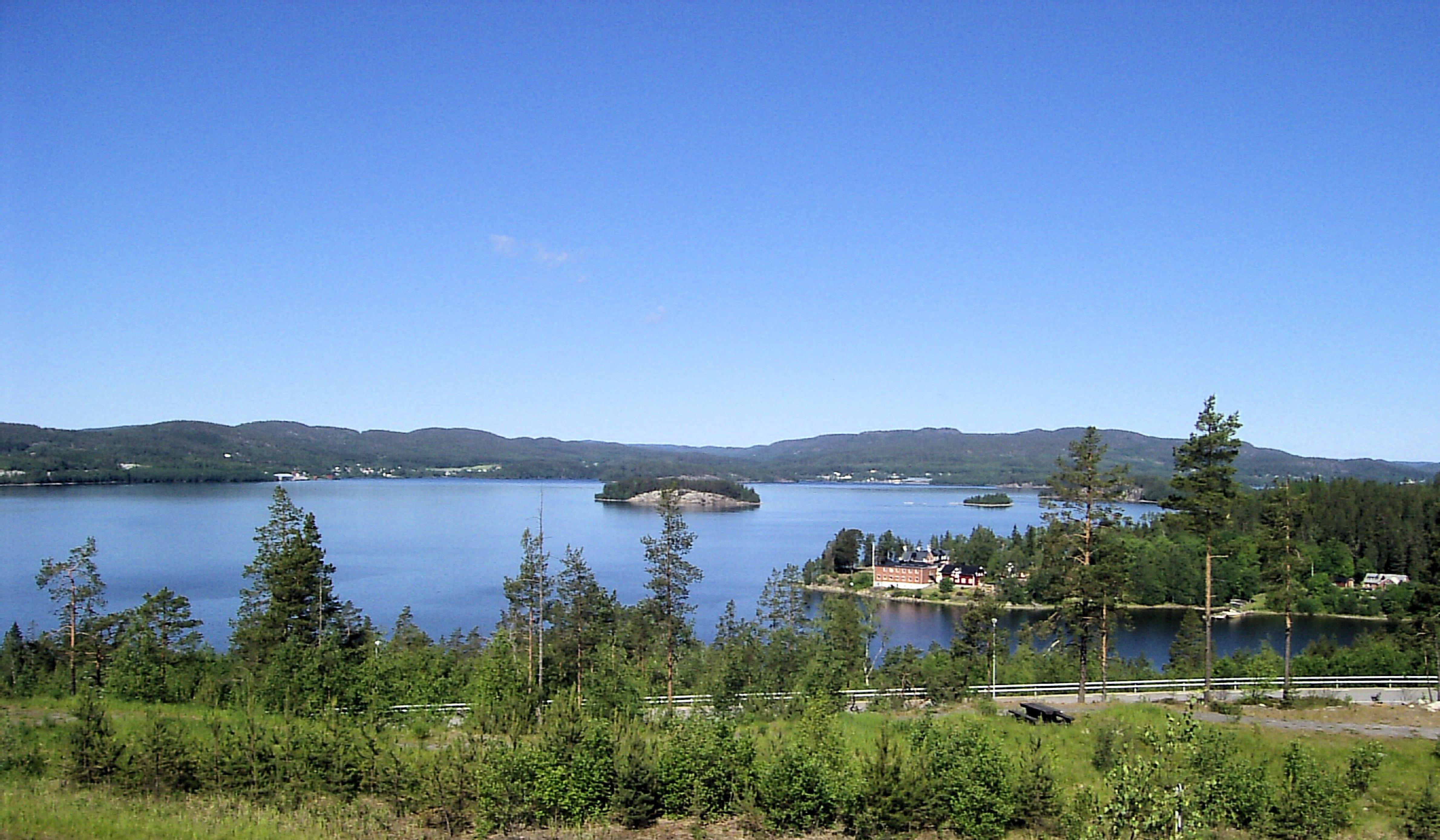
Mündung mit Insel Åbordsön
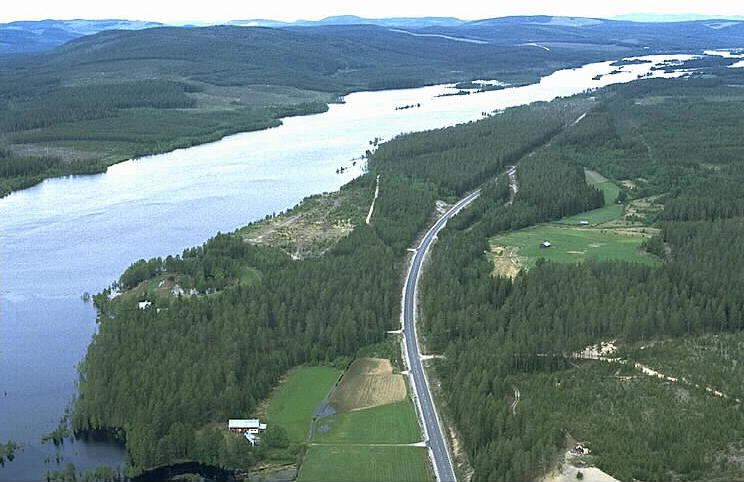
Ångermanälven bei Hälla